# Bertha von Tarnóczy
Bertha von Tarnóczy-Sprinzenberg (ungar.: Tarnóczy Berta) (* 1. April 1846 in Innsbruck; † 6. März 1936 in Pörtschach am Wörther See) war eine österreichische Malerin und Kunstpädagogin, zu deren Œuvre Landschaftsmalerei, Stillleben und Porträts gehörten.

## Leben

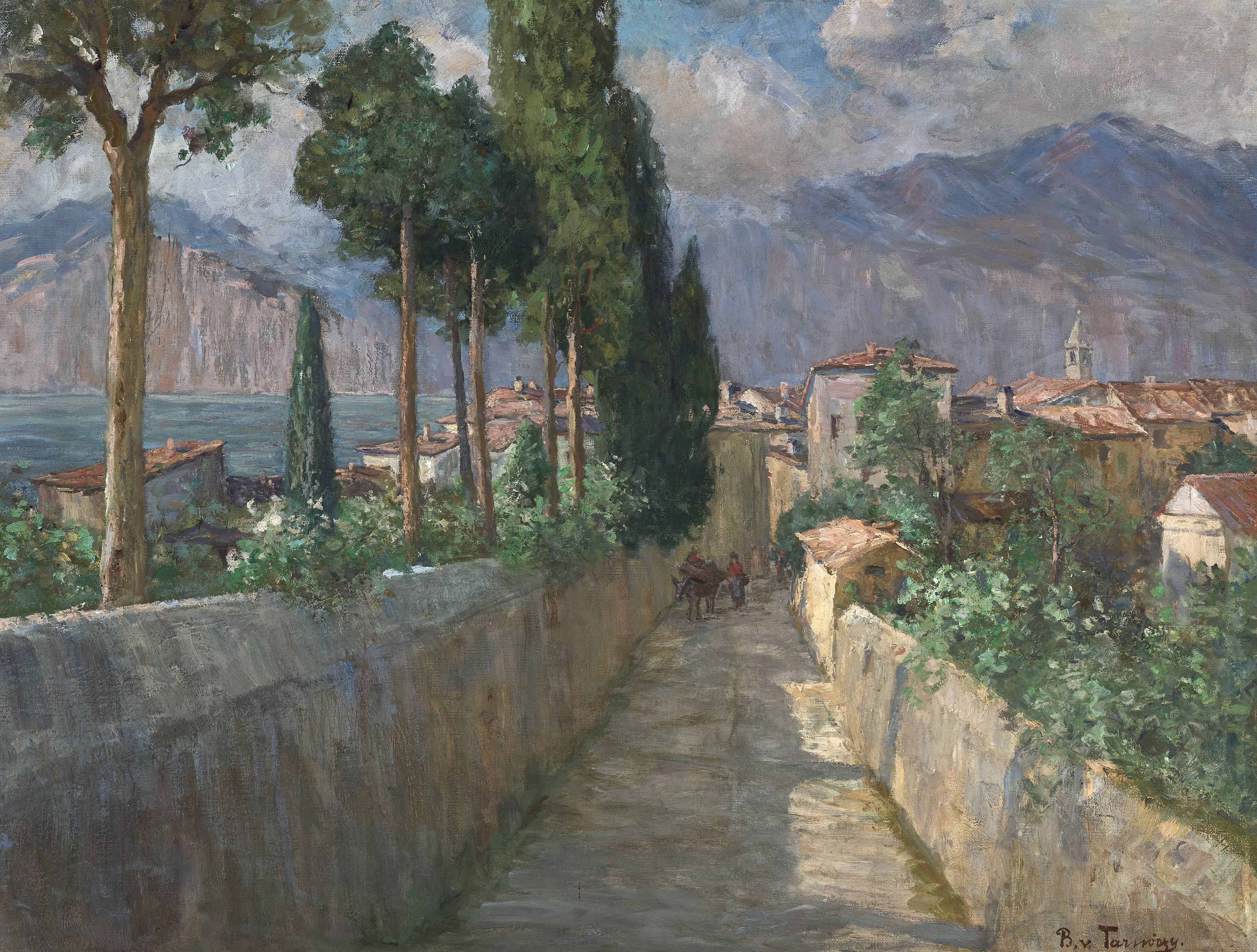
Gässchen in Malcesine, um 1900/1905

Bertha von Tarnóczy-Sprinzenberg wurde 1846 als Tochter des k. u. k. Hofrates und Finanzdirektors Karl Ludwig von Tarnóczy-Sprinzenberg in Innsbruck geboren. Sie war die Nichte des Erzbischofes von Salzburg Maximilian Joseph von Tarnóczy. Sie besuchte die Schule im Kloster Sacré Coeur Riedenburg. Dort fiel bereits ihr zeichnerisches Talent auf. Zunächst begleitete sie ihren Vater auf vielen Reisen, bis sie ab 1875/76 in Salzburg bei Anton Hansch Unterricht im Kopieren nahm. Sie ging 1877 nach München, nahm dort Privatunterricht und studierte an der Weiblichen Abteilung der Kunstgewerbeschule bei Jeanna Bauck und Theodor Her. Als 1882 der Münchner Künstlerinnenverein gegründet wurde, gehörte sie nicht nur zu den Gründungsmitgliedern, sondern die Initiative zur Gründung ging auch auf sie zurück.
Aus familiären Gründen zog Bertha von Tarnóczy-Sprinzenberg im Jahr 1886 nach Wien. In Wien studierte sie bei Emil Jakob Schindler und sie lernte Olga Wisinger-Florian kennen. Sie unternahm Studienreisen nach Italien und Holland, auch stellte sie ihre Werke in verschiedenen europäischen Städten aus, unter anderem im Salzburger Kunstverein. Auf der Landesausstellung in Pest 1885 und auf der Ausstellung in Agram im Jahr 1891 wurde sie mit einem Ehrendiplom ausgezeichnet.
Da Bertha von Tarnóczy-Sprinzenberg adliger Abstammung war, unterrichtete sie Schülerinnen aus adligen Familien und übernahm nach dem Tode von Michaela Pfaffinger im Jahr 1898 die Leitung der von Pfaffinger gegründeten Malschule in Linz. Diese leitete sie bis ins Jahr 1919. Sie gehörte zu den bekanntesten Kunstpädagoginnen ihrer Zeit und einige ihrer bekannten Schülerinnen sind Else Martys und Vilma Eckl.
Im Jahr 1901 gründete sie mit Eugenie Breithut-Munk, Marianne von Eschenburg, Marie Egner, Susanne Granitsch, Marie Müller, Teresa Feodorowna Ries und Olga Wisinger-Florian die Gruppe der Acht Künstlerinnen in Wien. Die Gruppe der Acht Künstlerinnen stellte in 1- bis 2-jährigen Abständen im Kunstsalon Pisko in Wien aus, und zu diesen Ausstellungen luden sie weitere Künstlerinnen als Gäste ein.
Bertha von Tarnóczy-Sprinzenberg war Mitglied des Vereins der Schriftstellerinnen und Künstlerinnen Wien und der Vereinigung bildender Künstlerinnen Österreichs.
Sie starb am 6. März 1936 in Pörtschach am Wörther See.